# Львовський Зіновій Давидович
Зіновій Давидович Львівська (рос. Львовский Зиновий Давыдович; 19 лютого 1881, Єлисаветград, Бобринецький повіт, Херсонська губернія — 12 жовтня 1943, Освенцім, Польща) — російський і французький літератор, перекладач.

## Біографія
За освітою інженер-технолог.
Займався перекладами на російську мову з англійської, французької, німецької, норвезької мов, в основному — творів Джека Лондона та О. Генрі.
У другій половині 1926 року емігрував у Францію, де перекладав на французьку мову з німецької та англійської, зокрема, Ептона Сінклера.
Після окупації Німеччиною Франції 21 червня 1941 року як іноземний підданий єврейського походження був заарештований в передмісті Парижа, 7 жовтня 1943 року етапований до концтабору Освенцім, де через кілька днів загинув.

## Твори
- Безнравственная женщина: Комедия в 1 д. Зин. Львовского: (Сюжет заимствован из рассказа Джека Лондона «A wicked woman»). — Б.м., ценз. 1916. — 9 с. ; 26 см.
- В купальне: (В открытом море): Пьеса в 1 д. [по Гренэ-Данкуру] / Пер. Зин. Львовского. — Санкт-Петербург: Театр. новинки, 1912. — 9 с. ; 28 см. I. Грене-Данкур, Эрнест
- Вне жизни: Драм. этюд в 1 д. / З. Львовский. — Санкт-Петербург: изд. журн. «Театр и искусство», [1912]. — 11 с. ; 29 см.
- «Ж» (Женщина, как таковая): Пьеса в 1 д. Зин. Львовского. II. Брачные ужасы: Пьеса в 1 д. / Пер. Зин. Львовского. — Санкт-Петербург: изд. при посредстве Комисс. отд. при Союзе драм. и муз. писателей, [1915]. — 8, 12 с. ; 26 см.
- Дела любовные: Комедия в 1 д. Зин. Львовского. — [Санкт-Петербург, 191-?]. — 6 с.; 25 см.

## Переклади
- По Э. А. Человек системы, 1840. The Business Man. Перевод Зиновия Львовского (1912).
- Джек Лондон. Смок Белью. — Петроград: Изд-во «Мысль», 1924.
- Джеймс Оливер Кервуд. Золотоискатели. Перевод Зиновия Львовского (1925). Переиздано: «Славянка», М., 1992.
- Джеймс Оливер Кервуд. Северный цветок. The Flower of the North (1912). Перевод с английского Зин. Львовского (1926).
- Джеймс Оливер Кервуд. Там, где начинается река. The River's End (1919). Перевод с английского Зин. Львовского (1926).